# 张周平
张周平（1962年12月—），陕西扶风人，汉族，中华人民共和国政治人物，全国政协委员，中国农工民主党党员。曾担任农工党中央委员、青海省委主委、青海省政协副秘书长。2008年，当选第十一届全国政协委员，代表中国农工民主党，分入第十组。2018年1月，当选第十三届全国政协委员。